# Władimir Plechanow
Władimir Władimirowicz Plechanow (ros. Владимир Владимирович Плеханов, ur. 11 kwietnia 1958 w Moskwie) – rosyjski lekkoatleta, trójskoczek, medalista halowych mistrzostw Europy, później trener lekkoatletyczny. W czasie swojej kariery reprezentował Związek Radziecki.

## Kariera sportowa
Zdobył srebrny medal w trójskoku na halowych mistrzostwach Europy w 1986 w Madrycie, przegrywając jedynie ze swym kolegą z reprezentacji ZSRR Mārisem Bružiksem, a wyprzedzając Bélę Bakosiego z Węgier. Na następnych halowych mistrzostwach Europy w 1987 w Liévin zajął w tej konkurencji 5. miejsce.
Był wicemistrzem ZSRR w trójskoku w 1985 i 1986 oraz halowym mistrzem w tej konkurencji w 1984.
Rekordy życiowe Plechanowa:
- trójskok – 17,60 m (4 sierpnia 1985, Leningrad)
- trójskok (hala) – 17,21 m (23 lutego 1986, Madryt)

Po zakończeniu kariery zawodniczej pracuje jako trener, Był m.in. trenerem reprezentacji Rosji w trójskoku. Do jego podopiecznych zaliczają się Anna Biriukowa, Iołanda Czen i Jelena Olejnikowa.